# Zonites chloroticus
Zonites chloroticus is een slakkensoort uit de familie van de Zonitidae. De wetenschappelijke naam van de soort is voor het eerst geldig gepubliceerd in 1852 door L. Pfeiffer.